# Pravo međunarodnih ugovora
Pravo međunarodnih ugovora grana je unutar općeg međunarodnog prava koja obuhvaća propise, pravne običaje i načela koji se odnose na međunarodne ugovore. Pravila međunarodnog prava danas su u najvećoj mjeri kodificirana. Opća kodifikacija propisa o međunarodnim ugovorima izvršena je u okviru Ujedinjenih naroda, usvajanjem triju konvencija:
- Bečka konvencija o pravu međunarodnih ugovora,  usvojena je u Beču 22. svibnja 1969., a stupila je na snagu 27. siječnja 1980. godine. Bečka konvencija ima 108 država stranaka (stanje: svibanj 2007.), a Republika Hrvatska ju je prihvatila notifikacijom o sukcesiji glavnom tajniku UN-a.
- Bečka konvencija o sukcesiji država glede međunarodnih ugovora, usvojena 23. kolovoza 1978. godine. Republika Hrvatska je stranka ove Konvencije. Konvencija iz 1978. odnosi se na specifični problem sukcesije država, a u njoj postoji veza s Bečkom konvencijom iz 1969. godine u korištenim izrazima i definiranim pojmovima.
- Bečka konvencija o pravu međunarodnih ugovora između država i međunarodnih organizacija ili između međunarodnih organizacija  usvojena je 21. ožujka 1986.  Konvencijom iz 1986. prihvaćena su rješenja koja su mutatis mutandis jednaka rješenjima Bečke konvencije iz 1969. godine. Republika Hrvatska stranka je ove Konvencije. Ova Konvencija nije na snazi, jer je za njezino stupanje na snagu potrebno polaganje 35 isprava o ratifikaciji država. Iako Konvencija ima 40 stranaka, dosad ju je ratificiralo samo 28 država (stanje: kolovoz 2006.).